# Integridad personal
Una persona íntegra es aquella que siempre hace lo correcto; que hace todo aquello que considera bueno para la misma sin afectar los intereses de otros individuos.
La palabra integridad proviene del latín integrîtas, -ãtis (totalidad, virginidad, robustez y buen estado físico), pero el vocablo se deriva del adjetivo integer (‘intacto’, ‘entero’, ‘no tocado o no alcanzado por un mal’). Se compone de in- (‘no’) y una raíz que es la misma que la del verbo tangere (‘tocar’ o ‘alcanzar’); es la pureza original y sin contacto o contaminación con un mal o un daño (físico o moral).La integridad es la capacidad de actuar correctamente y con honestidad
Este valor se puede ver en distintas acciones, como decir la verdad, compartir, admitir una equivocación y cumplir con lo que se prometio.
La integridad se basa en 13 cosas, las cuales son: honradez, honestidad, respeto por los demás, corrección, responsabilidad, control emocional, respeto por sí mismo, puntualidad, lealtad, pulcritud, disciplina, congruencia y firmeza en las acciones. Se considera íntegro a un individuo cuando es honesto, tiene firmeza en sus acciones y actúa de manera correcta. En la integridad hay 7 tipos: integridad física, integridad psicológica, integridad moral, integridad personal, integridad de datos, integridad religiosa e integridad laboriosa. Una persona íntegra siempre hace lo correcto sin herir los sentimientos de otras personas.
«La integridad es uno de los términos de virtud más importantes y frecuentemente citados. También es quizás el más desconcertante. Por ejemplo, si bien a veces se usa virtualmente como sinónimo de "moral", otras también distinguimos actuar moralmente como actuar con integridad. Las personas íntegras pueden, de hecho, actuar de manera inmoral, aunque por lo general no sabrían que están actuando de esta manera. Por lo tanto, uno puede reconocer que una persona tiene integridad aunque esa persona tenga lo que cree que son puntos de vista morales erróneos.
Cuando se usa como un término de virtud, "integridad" se refiere a una cualidad del carácter de una persona; sin embargo, existen otros usos del término. Se puede hablar de la integridad de una región salvaje o de un ecosistema, una base de datos computarizada, un sistema de defensa, una obra de arte, etc. Cuando se aplica a objetos, la integridad se refiere a completitud o pureza de una cosa, significados que a veces se trasladan cuando se aplica a las personas. Una región silvestre tiene integridad cuando no ha sido corrompida por el desarrollo o por los efectos secundarios del desarrollo, cuando permanece intacta como área silvestre. Una base de datos mantiene su integridad mientras no se corrompa por error; un sistema de defensa siempre que no sea violado. Se podría decir que una obra musical tiene integridad cuando su estructura musical tiene una cierta completitud que no se ve invadida por ideas musicales descoordinadas y no relacionadas; es decir, cuando posee una especie de integridad musical y pureza.
La integridad también se atribuye a diversas partes o aspectos de la vida de una persona. Hablamos de atributos como la integridad profesional, intelectual y artística. Sin embargo, el sentido filosóficamente más importante del término "integridad" se relaciona con el carácter general. Los filósofos se han preocupado especialmente por comprender qué es para una persona mostrar integridad durante toda la vida. ¿Qué es ser una persona íntegra? El discurso ordinario sobre la integridad involucra dos intuiciones fundamentales: primero, que la integridad es principalmente una relación formal que uno tiene con uno mismo, o entre partes o aspectos de uno mismo; y segundo, que la integridad está relacionada de manera importante con la actuación moral. En otras palabras, existen algunas limitaciones sustantivas o normativas sobre lo que es actuar con integridad.
No es obvio cómo estas dos intuiciones pueden incorporarse a una teoría coherente de la integridad, y la mayoría de las explicaciones sobre la integridad tienden a centrarse en una de estas intuiciones en detrimento de la otra. Se han adelantado varios relatos, siendo los más importantes: (i) la integridad como integración del yo; (ii) la integridad como mantenimiento de la identidad; (iii) integridad como representación de algo; (iv) la integridad como propósito moral; y (v) la integridad como virtud.»
Integridad se traduce como honradez, honestidad, respeto por los demás, corrección, responsabilidad, control emocional, respeto por sí mismo, puntualidad, lealtad, pulcritud, disciplina, congruencia y firmeza en las acciones. En general, una persona íntegra es alguien en quien se puede confiar. Integridad es retomar el camino de la propia verdad, hacer lo correcto por las razones correctas y del modo correcto.

## Concepto jurídico
Como derecho fundamental, la integridad personal se relaciona con el derecho a no ser objeto de vulneraciones en la persona física, como lesiones, tortura o muerte. Junto con la libertad individual, conforma el concepto de integridad personal, protegido jurídicamente a través de la acción del habeas corpus.
Desde el punto de vista ético, sería la manera de manejarse coherentemente con los valores personales y compartidos con la comunidad a la que se pertenece.

### En Guatemala
En la legislación guatemalteca se regula la integridad, por lo tanto, se protege la integridad física de la persona según el art. 3 de la Constitución Política de la República de Guatemala. Se refiere a que el Estado vela y protege físicamente a las personas para que no lesionen, torturen o maten a la gente, físicamente; que no les den  trato inhumano y degradante. No solo protege a la persona en su integridad física, sino también moral, para lo que existe el art. 164 del Código Penal, el cual sanciona con una pena al que difame a otra persona, al que dañe la integridad moral de otra persona. 